# Форсаж 11
«Форсаж 11» (англ. Fast X: Part 2) — будущий американский боевик режиссёра Луи Летерье, продолжение «Форсажа 10» (2023), одиннадцатая и заключительная основная часть и двенадцатый полнометражный фильм франшизы «Форсаж». Его премьера запланирована на апрель 2027 года.

## Сюжет
Фильм станет очередной частью франшизы, рассказывающей о Доминике Торетто и его семье. Подробности сюжета остаются неизвестными.

## В ролях
- Вин Дизель — Доминик Торетто
- Мишель Родригес — Летти Ортис
- Дуэйн Джонсон — Люк Хоббс
- Джейсон Стэйтем — Деккард Шоу
- Джейсон Момоа — Данте Рейес
- Шарлиз Терон — Сайфер
- Алан Ритчсон — Эймс
- Галь Гадот — Жизель Яшар

## Создание и релиз
После переноса фильма «Форсаж 9» Universal Pictures начала разработку двух продолжений, которые должны были завершить основную часть франшизы. Вин Дизель назвал 11-й фильм второй частью «Форсажа 10» и «финалом саги». В феврале 2023 года он подтвердил, что эта картина станет последней, сказав: «Что становится сложнее [в фильмах], так это работа за кадром… Трудно продолжать мифологию. Есть причина, по которой Толкин перестал писать через некоторое время».
Два месяца спустя стало известно, что фильм будет режиссировать Луи Летерье, а сценарий напишут Кристина Ходсон и Орен Узил. Предпроизводство было приостановлено в июле в связи с забастовками в Голливуде. Из-за большого бюджета и скромных кассовых сборов «Форсажа 10» одиннадцатый фильм был переработан в финал в январе 2024 года. Сообщалось, что он будет называться «Форсаж 10: Часть 2». В июне 2024 года выяснилось, что Зак Дин написал сценарий, причём осталось неясным, участвовали ли в работе Ходсон и Узил.
12 мая 2023 года было объявлено, что Дуэйн Джонсон снова сыграет Люка Хоббса, несмотря на его предыдущие заявления о том, что он покинул франшизу из-за хорошо известной вражды с Дизелем. Десять дней спустя Алан Ритчсон рассказал, что были разговоры о его возвращении в роли агента Эймса, и заверил в своей готовности вернуться.
Съёмки фильма начнутся в 2025 году. Изначально они должны были проходить параллельно с «Форсажем 10» в январе 2022 года.
Выход «Форсажа 11» в прокат изначально был запланирован на 4 апреля 2025 года, позже его перенесли на 2026 год.